# Redstring
RedString è una casa di produzione cinematografica e televisiva italiana indipendente, con sede a Padova, attiva nel mercato cinematografico e audiovisivo nazionale ed internazionale dal 2016. Vincitrice di tre Nastri d'Argento e un Globo d'oro.
La società ha ideato la serie tv Miss Fallaci, commissionata come primo original italiano di Paramount+ e prodotta in coproduzione con Minerva Pictures e ViacomCBS, dedicata alla storia della giovane Oriana Fallaci, interpretata da Miriam Leone. Presentata come evento speciale alla Festa del Cinema di Roma 2024 la serie è stata trasmessa in prima visione su Rai 1 e Rai Play dal 18 febbraio all'11 marzo 2025.
Diego Loreggian è l'Amministratore Delegato e Produttore Creativo della società.

## Storia
RedString è una casa di produzione con base a Padova fondata nel 2016 da Diego Loreggian e Angela Salmaso. Nel 2016 produce il cortometraggio "Moby Dick" diretto da Nicola Sorcinelli con protagonista Kasia Smutniak vincendo il Nastro d'Argento 2017 come miglior cortometraggio italiano. Nel 2017 coproduce con Sky Arte il docufilm "Ceci nes't pas un cannolo", opera prima di Tea Falco presentato in anteprima al Biografilm Festival. Nel 2018 distribuisce il cortometraggio di Lucia Bulgheroni "Inanimate" prodotto dalla National Film and Television School (NFTS) di Londra, vincendo importanti premi in più di cento festival internazionali tra cui Miglior Cortometraggio d'Animazione alla Cinéfondation del 71mo Festival di Cannes, al Bafta 2018 e ai Nastri d'Argento nel 2019. Nel 2019 produce il cortometraggio "A Cup of Coffee with Marilyn" di Alessandra Gonnella con protagonista Miriam Leone nel ruolo di una giovane Oriana Fallaci e le musiche originali di Francesca Michielin, vincendo il terzo Nastro D'Argento nel 2020. Da quest'ultimo progetto nasce la serie TV "Miss Fallaci" premiata al MIA Drama Pitching Forum 2020 con il ViacomCBS International Studios Award come migliore serie internazionale, commissionato come primo original italiano di Paramount+, in coproduzione con Minerva Pictures e ViacomCBS. La serie è distribuita in tutto il mondo da Paramount Global Distribution ed è stata trasmessa come prima visione assoluta su Rai 1 dal 18 febbraio all'11 marzo 2025.
Redstring ha inoltre prodotto dal 2022 ad oggi altri tre cortometraggi e due documentari: nel 2021 Una Nuova Prospettiva con l'attore premio Oscar Zoltán Cservák, presentato in anteprima al Torino Film Festival e vincitore di 30 festival in tutto il mondo, nello stesso anno coproduce il documentario Ennio di Giuseppe Tornatore tributo al maestro Ennio Morricone, nel 2022 il documentario Giotto e il sogno del Rinascimento patrocinato dall'UNESCO, nel 2023 il cortometraggio Frammenti con Matilde Gioli e nel 2024 il corto Chloe con protagonista Charithra Chandran, presentato in anteprima all’81ª Mostra del Cinema di Venezia e vincitore della 65ma edizione del Globo d'oro 2025 come Miglior Cortometraggio assegnato dalla stampa estera in Italia.

## Scripted & Documentary Productions
Nel 2018 RedString ha inaugurato il dipartimento editoriale, dedicato alla produzione di contenuti rivolti al mercato televisivo e OTT. Il dipartimento ha avviato lo sviluppo e la produzione di diverse progettualità seriali e documentaristiche.
La società ha ideato la serie Miss Fallaci, commissionato come primo original italiano di Paramount+, in coproduzione con Minerva Pictures e ViacomCBS, dedicata alla storia della giovane Oriana Fallaci, presentata come evento speciale alla Festa del Cinema di Roma 2024 e trasmessa in prima visione su Rai 1 dal 18 febbraio all'11 marzo 2025.
La società ha inoltre attualmente in sviluppo diversi altri progetti di serialità.

## Filmografia recente

### Lungometraggi
- Tienimi su di te (2018), regia di Laszlo Barbo

### Televisione
- Miss Fallaci – serie TV (2025), una produzione ViacomCBS International Studios e Minerva Pictures in associazione con RedString

### Documentari
- Giotto e il Sogno del Rinascimento (2022), regia di Francesco Invernizzi
- Piero Della Francesca. Monarch of Painting (2019), regia di Diego Loreggian
- Ceci nes’t pas un cannolo (2018), regia di Tea Falco
- Amen. Il pittore che fece sognare Hollywood (2016), regia di Diego Loreggian

### Cortometraggi
- Chloe (2024), regia di Matthias Salzburger
- Frammenti (2022), regia di Andrea Casadio
- Una Nuova Prospettiva (2021), regia di Emanuela Ponzano
- A Cup of Coffee with Marilyn (2019), regia di Alessandra Gonnella
- Inanimate (2018), regia di Lucia Bulgheroni
- Il Gioco del Silenzio (2018), regia di Alessandra Gonnella, Diego Loreggian
- Moby Dick (2017), regia di Nicola Sorcinelli
- Respira (2017), regia di Laszlo Barbo
- Hallucinaut (2016), regia di Daniele Auber
- Doppia Luce (2016), regia di Laszlo Barbo

### Videoclip Musicali
- Marionetta Opra Mediterranea (2020), regia di Diego Loreggian
- #StandUp4HumanRights Lenny Kravitz (2020), regia di Diego Loreggian
- Where the eagle flies Marco Tansini (2019), regia di Davide Damiani
- Numeri Primi Opra Mediterranea (2019), regia di Davide Damiani
- We Can Find Love Marco Tansini (2018), regia di Davide Damiani
- Motherland Shanatoa (2017), regia di Davide Damiani
- Lightly in New York Gerardo Felisatti (2016), regia di Diego Loreggian

## Riconoscimenti
- Nastro d'argento
  - 2017 - Miglior cortometraggio per Moby Dick
  - 2019 - Miglior cortometraggio per Inanimate
  - 2020 - Miglior cortometraggio per A Cup of Coffee with Marilyn
- Leone di Vetro
  - 2016 - Miglior produttore emergente
- Globo d'oro
  - 2025 - Miglior cortometraggio per Chloe